# Cute Is What We Aim For
Cute Is What We Aim For est un groupe américain de pop punk, originaire de Buffalo, à New York.

## Historique

### Débuts (2001–2005)
Les premiers membres de Cute Is What We Aim for sont des amis d'enfance. À la création du groupe en janvier 2005, les membres sont encore adolescents. Depuis sa création, le groupe fait face à de nombreux changements de formation. Peu après la création en janvier 2005, Cute Is What We Aim for commence à publier des démos sur Myspace et PureVolume, ce qui aide à gagner en popularité. Le guitariste Jeff Czum explique que le succès a été amené grâce à la street team Hawthorne Heights : « on a eu genre 10 000 fans sur Myspace et ont gagné l'intérêt des labels. » Dans les mois suivants, le groupe continue à enregistrer et jouer, déclinant même des propositions de labels.
Le 29 novembre, le groupe est annoncé au label Fueled by Ramen après que le fondateur John Janick ait écouté une session d'enregistrement à New York en juillet.

### Nouveaux albums (2006–2012)
Le chanteur Shaant Hacikyan, le pianiste et guitariste Jeff Czum, le bassiste et guitariste Fred Cimato cousin du batteur Tom Falcone commencent à enregistrer des maquettes sous l'étiquette indépendante de Fueled by Ramen, et en juillet 2006, la formation se retrouve dans les studios avec Matt Squire, et lance l'album The Same Old Blood with a New Touch. À l'été 2007, Cute Is What We Aim For fait partie de la tournée du Vans Warped Tour. Au milieu du mois de mars 2008, toutes les informations et les photos du bassiste Fred sont effacées, ce qui laisse suggérer qu'il a quitté le groupe. La rumeur est confirmée lorsque quelques jours plus tard, le groupe annonce l'arrivée d'un nouveau bassiste Dave Melillo, qui, avant, faisait office de deuxième guitariste dans bon nombre de concert du groupe (notamment, ceux du Vans Warped Tour en 2007).
Le 24 juin 2008, leur deuxième album Rotation, très attendu, sort aux États-Unis. Il atteint à la 21e place des meilleures ventes de CD (aux États-Unis).[réf. nécessaire] There's a Class for This est la chanson la plus connue du groupe puisqu'elle a apparu dans la bande son du jeu vidéo de hockey sur glace NHL 07 par EA Sports.
En 2010, Cute Is What We Aim for perd tous ses membres à l'exception du chanteur Shaant Hacikyan, qui continuera seul sous le nom du groupe. Dave Melillo et Jeff Czum formeront Nocturnal Me. Le groupe participe à la compilation Punk Goes Pop 3, publiée le 2 novembre 2010, qui reprend le morceau Dead and Gone de T.I. et Justin Timberlake. Le 29 avril 2010, Hacikyan publie un nouveau single, intitulé Harbor.

### Retour (depuis 2012)
Le 18 août 2012, le groupe joue un concert acoustique avec Shaant Hacikyan, Fred Cimato, et Jeff Czum. Pendant le set, le groupe annonce un retour officiel. Cute Is What We Aim for joue son concert de comeback avec The Daydream Chronicles et Fictitious Ray le 21 septembre 2012 au Mohawk Place de Buffalo, à New York. Le 20 janvier 2013, Shaant Hacikyan annonce un concert à Memphis, TN, que le groupe publiera un nouvel album entre l'été et le printemps 2013.
Le 18 janvier 2014, le groupe partage quelques morceaux, comme I Was Worth Using sur Soundcloud. Le groupe joue au Vans Warped Tour en 2014, après quoi il se sépare pour la seconde fois. En janvier 2016, Hacikyan recontacte le reste du groupe. Puis ils discutent d'une éventuelle tournée spéciale 10 ans baptisée The Same Old Blood Rush with a New Touch. En mars 2016, le groupe annonce sa tournée d'anniversaire sur Instagram. On the 23rd November 2016.

## Clips
- Theres Is A Class For This
- The Curse of Curves
- Newport Living
- Pratice Makes Perfect